# 晋朝历史

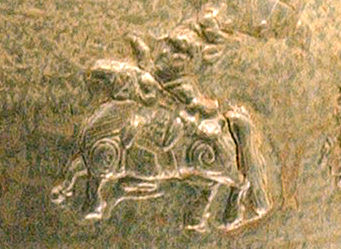
晋朝骑手（魂瓶罐详图）。

晋朝（266年—420年）是中国的一个主要朝代。随着三国时代的终结，晋朝重新统一中国，在280年—304年间缔造了短暂的繁荣。但其间很多社会问题也在滋长，其中最紧迫的就是胡人部落内迁晋朝境内，到了在一些地区比汉族人还多的地步。
最终，这些胡人部落开始了五胡乱华，控制了北方、中原的大部分，将晋朝的控制范围缩减到淮河以南，终结了晋朝早期的繁荣。此后的晋朝被称为东晋。
东晋政府很大程度上由王敦、桓温这样的权势将领主导。这些将军常发起北伐意图从五胡手中收复北方。但军政的内部分歧和南方经济的欠发达使得这些北伐多无功而返。383年，晋朝受到已一统北方的前秦的威胁，晋朝不是要为收复北方而战，而是要为自身存活而战了。
但在淝水之战中，晋军打败了比自己规模大得多的秦军，导致了北方前秦的崩溃。晋军趁机先后在谢安、刘裕率领下发起一系列北伐，收复了黄河以南的大片领土即传统意义上的中原地区。但晋朝最终于420年被刘裕推翻而灭亡。西晉國祚五十二年，東晉國祚一百零四年。

## 晋朝的崛起

### 建国

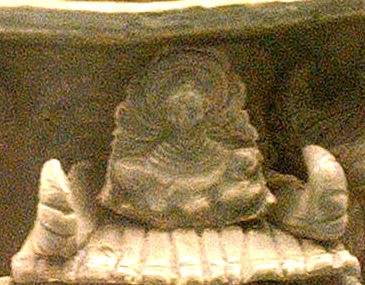
晋朝佛陀图（魂瓶罐详图）。

晋朝由三国中最强大的曹魏的显赫家族司马氏建立。250年后，司马氏歷司馬懿、司馬師與司馬昭父子三人經營下实际控制了曹魏军权，成为政权的实际统治者。265年，魏末代皇帝曹奂禅位给司马炎，司马炎成为晋朝的开国皇帝晋武帝。

### 灭吴
晋武帝立即着手消灭三国的最后一国，控制中国东南的吴国。280年，二十万晋军兵分六路，水陆并进从四川和北方侵入吴国。他们很快突破包括东吴丞相张悌意图以三万军队阻拦在内所有抵抗。很快，晋军包围只有二万守军的吴都城南京。吴国皇帝孙皓自知难免亡国，投降晋朝，中国重新统一。

### 太康之治
晋武帝治下，中国进入了一个繁荣时期。晋朝通过降低税率和出资建立堤坝扶助农事，鼓励恢复生产。中国重新统一也促进了贸易，刺激了经济。
这样的繁荣也在日益奢靡的皇帝身上得到反映。侍中王济曾用人奶喂养的猪肉取悦武帝，左仆射何劭每天花在吃饭上的钱就超过二万钱。如此的腐化堕落也被其他为胡人愈发内迁而担忧的晋朝官员们批评。

## 西晋灭亡

### 八王之乱
武帝认为魏亡是因为皇室家族失去权力和支持。为免此事在自己之後重演，他任很多兄弟和儿子为各州的藩王，实际在中央朝廷外建立了一系列有权势的地方政府。
随后在武帝死后，在灾难性的八王之乱中，地方诸王争相控制武帝软弱的继承人晋惠帝，严重削弱了晋朝和司馬氏皇室家族力量。

### 五胡乱华
八王之乱后，以五胡为首的北方的胡人部落趁机从中国的混乱中取利。由刘渊率领的胡人军队于304年起兵反晋。尽管晋军为了遏制五胡起事而奋战，还是在310年于苦县宁平城（今河南鹿邑）遭到大败，被歼大军十多万，从此不能控制北方。311年，五胡攻占晋都城洛阳，俘晋怀帝，杀太子、宗室、官员及士兵百姓三万多人，晋的第二个都城长安也在316年沦陷，皇帝晋愍帝也被俘。

## 東晋中期

### 内部危机
晋朝其余的追随者南撤，拥立远支宗室琅邪王司马睿，建立了东晋，控制范围仅限江南。在这一时期，司馬氏皇室的力量被严重削弱，使得东晋被强势的将领王敦、桓温等主导。
特殊的“侨置州郡”和“白籍者”为了大量东晋年间难逃的北方汉人而设立。华南官员由这些移民的后代组成。两晋年间，天师和华北贵族对江南的华南贵族的压制尤为明显。在北方人口减少和北方人南迁之后，中国人口最多的地区是华南。中国贵族在不同时期从华北向华南迁徙的不同浪潮形成了不同的宗族群，有的在300—400年代，有的在800—900年代。

### 桓温北伐
于346年—373年实际控制晋朝政权的桓温发起一系列针对五胡的北伐，试图同时加强晋朝和自身的声望。但因粮食缺乏供应和司馬氏皇室对桓温的疑忌，这些北伐大多失败。

## 東晋后期（383年—420年）

### 淝水之战

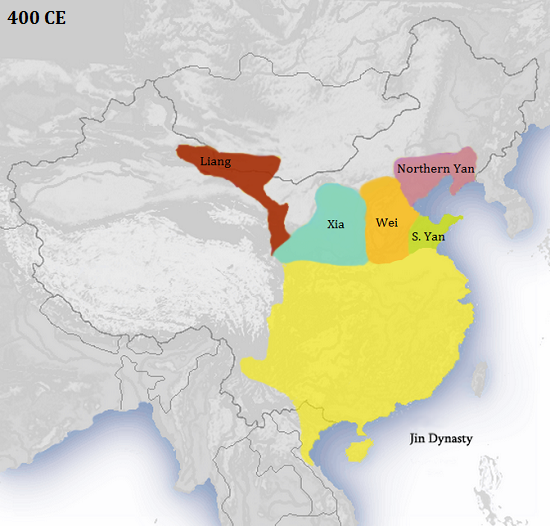
中国约公元400年。

376年，北方被前秦重新统一，使得東晋陷入严重的险境。383年，前秦天王（前秦宣昭帝）苻坚以三十万大军侵晋，而晋只能征募到八万军队。但晋军训练有素，装备精良，秦军却多由被征入伍者组成。在淝水之战中，秦军被晋军击溃。
此战得胜后，丞相谢安趁前秦崩溃之机，为晋朝收复淮河以北的大片领土。但桓温子桓玄作乱分散了晋朝的注意力，東晋直到刘裕崛起才将其击败。

### 刘裕北伐
常被认为南北朝最好的将领的刘裕于406年消灭桓玄势力。他随后对后秦、夏、南燕、北魏发起一系列北伐，除了伐夏以外，都成功了。这些胜利使得東晉收复中原，将北疆固定于黄河。此后，刘裕声望日隆，以至于420年篡晋，建立南朝宋。在他和其子刘义隆统治期间，南朝将进入一个短暂的黄金时期，直到宋明帝年间，鲜卑才再次占有北方。

## 皇室
司馬朏是在流亡中逃到鲜卑北魏的晋朝皇族的后裔，娶了北魏孝文帝的女儿華陽公主。
东晋灭亡后，北魏接纳了来避难的东晋王子司馬楚之。北魏宗女河内公主嫁给了他，生司馬金龍。北凉的匈奴王沮渠牧犍的女儿嫁给了司马金龙。
宋朝宰相司马光（1019—1086）为晋朝皇室后裔。